# ویچفنگا کوشچیلنا
ویچفنگا کوشچیلنا (به لاتین: Wieczfnia Kościelna) یک روستا در لهستان است که در گمینا ویچفنگا کوشچیلنا واقع شده‌است.